# Глазов (станция)
Гла́зов — железнодорожная станция Кировского региона Горьковской железной дороги, расположенная в одноимённом городе в Удмуртии. На станции останавливаются почти все пассажирские поезда дальнего следования, а также пригородные до станций Киров, Балезино и Ижевск.
Пассажиропоток глазовского вокзала по данным на 2014 год составлял 260 тысяч человек в пригородном и 100 тысяч человек в дальнем сообщении.

## История
Открытие в Глазове железнодорожной станции произошло в конце XIX века в связи со строительством Пермь-Котласской железной дороги. Линию начали прокладывать весной 1895 года. Для строительства участка от Вятки до Перми рассматривались 2 возможных маршрута: по долине реки Чепцы через Глазов (северный) и по водоразделу рек Чепцы и Кильмези (южный). Глазовское земство стало добиваться прохождения дороги через свой город. Вскоре министру путей сообщения была представлена докладная записка представителей Глазовского общественного управления и уездного земства с просьбой о направлении железной дороги по долине реки Чепцы.
Окончательно вопрос о выборе направления решила экономика. В связи с тем, что строительство линии по Чепецкому направлению требовало меньших финансовых расходов, министр путей сообщения М. И. Хилков предложил пересмотреть вопрос о маршруте дороги и 29 февраля 1896 года попросил разрешения провести проектные изыскания в долине реки Чепцы. Просьба была одобрена, и вскоре выбор Чепецкого направления был утверждён окончательно.
Для отчуждения земель из владения города Глазовская городская дума в своём решении от 16 апреля 1896 года постановила:
…безвозмездно уступить из всех пустопорожних земель такое количество, какое требуется под вокзал, станционные постройки, полотно линии дороги, а также под устройство водопровода в пределах города в том месте, где будет признано удобным
1 июня 1897 года состоялась торжественная церемония закладки здания глазовского железнодорожного вокзала. Первый вокзал представлял собой деревянное одноэтажное здание. Рядом с вокзалом для заправки паровозов водой была возведена водонапорная башня. Первый поезд прибыл на станцию 21 октября 1898 года.

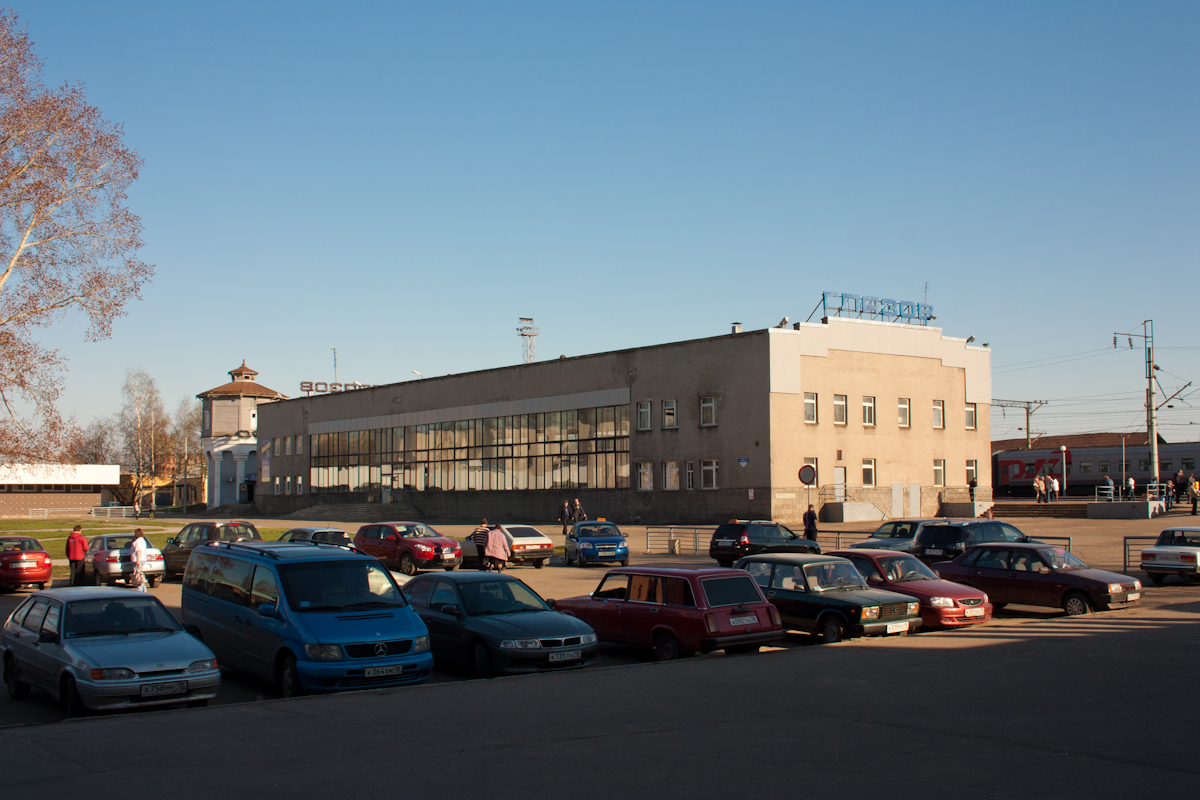
Здание вокзала в 1971-2015 гг.

Развитие железнодорожного узла продолжилось во второй половине XX века. В 1958 году на станции введена электрическая централизация стрелочных переводов, а в 1964 году станция была электрифицирована переменным током в составе участка Киров — Балезино. В эти же годы принимается решение о реконструкции вокзального комплекса. Так, в 1971 году вместо старого деревянного здания был возведён новый корпус вокзала площадью 1700 квадратных метров. Новый вокзал был построен по типовому проекту из стекла и бетона.
В марте 2009 года сдан в эксплуатацию новый пост электрической централизации. В новом трёхэтажном здании было установлено современное компьютерное оборудование, которое пришло на смену проработавшему полвека старому релейному устройству. В 2010-2011 гг. велось строительство надземного перехода через станционные пути в районе мебельной фабрики. 150-метровый надземный пешеходный переход открылся в июле 2011 года и соединил разделённые железной дорогой улицы Будённого и Барышникова. 2013 год был отмечен в истории станции капитальным ремонтом 1 и 3 пути, а также прекращением прямого пригородного сообщения со столицей республики.
В 2014 году с перекладки инженерных сетей началась реконструкция вокзального комплекса станции. Ремонтно-строительные работы на вокзале продолжались в течение 2 лет. В процессе реконструкции была окончательно снесена стоявшая рядом с вокзалом старинная водонапорная башня. Демонтаж сооружения был произведён несмотря на присвоенный ему статус памятника промышленного дореволюционного зодчества. Торжественное открытие обновлённого здания вокзала состоялось 19 декабря 2016 года.
18 февраля 2020 года возобновлено пригородное сообщение с Ижевском.

## Дальнее следование по станции
По графику 2018 года через станцию курсируют следующие круглогодичные и сезонные поезда дальнего следования:
| Круглогодичное обращение поездов | Круглогодичное обращение поездов | Круглогодичное обращение поездов | Круглогодичное обращение поездов |
| № поезда                         | Маршрут движения                 | № поезда                         | Маршрут движения                 |
| -------------------------------- | -------------------------------- | -------------------------------- | -------------------------------- |
| 3                                | -                                | 4                                | Москва — Пекин                   |
| 5                                | -                                | 6                                | Москва — Улан-Батор              |
| 7 «Кама»                         | Пермь — Москва                   | 8 «Кама»                         | Москва — Пермь                   |
| 11 «Ямал»                        | Новый Уренгой — Москва           | 12 «Ямал»                        | Москва — Новый Уренгой           |
| 13 «Новокузнецк»                 | Новокузнецк — Санкт-Петербург    | 14 «Новокузнецк»                 | Санкт-Петербург — Новокузнецк    |
| 37 «Томич»                       | Томск — Москва                   | 38 «Томич»                       | Москва — Томск                   |
| 55 «Енисей»                      | Красноярск — Москва              | 56 «Енисей»                      | Москва — Красноярск              |
| 63                               | Новосибирск — Минск              | 64                               | Минск — Новосибирск              |
| 67                               | Абакан — Москва                  | 68                               | Москва — Абакан                  |
| 69                               | Чита — Москва                    | 70                               | Москва — Чита                    |
| 71 «Демидовский Экспресс»        | Екатеринбург — Санкт-Петербург   | 72 «Демидовский Экспресс»        | Санкт-Петербург — Екатеринбург   |
| 73                               | Тюмень — Санкт-Петербург         | 74                               | Санкт-Петербург — Тюмень         |
| 83 «Северный Урал»               | Приобье — Москва                 | 84 «Северный Урал»               | Москва — Приобье                 |
| 91                               | Северобайкальск — Москва         | 92                               | Москва — Северобайкальск         |
| 001                              | Владивосток — Москва             | 002                              | Москва — Владивосток             |
| 103                              | Новосибирск — Брест              | 104                              | Брест — Новосибирск              |
| 109                              | Новый Уренгой — Москва           | 110                              | Москва — Новый Уренгой           |
| 131                              | Ижевск — Санкт-Петербург         | 132                              | Санкт-Петербург — Ижевск         |
| 145                              | Челябинск — Санкт-Петербург      | 146                              | Санкт-Петербург — Челябинск      |
| 367                              | Кисловодск — Киров               | 368                              | Киров — Кисловодск               |

| Сезонное обращение поездов | Сезонное обращение поездов  | Сезонное обращение поездов | Сезонное обращение поездов  |
| № поезда                   | Маршрут движения            | № поезда                   | Маршрут движения            |
| -------------------------- | --------------------------- | -------------------------- | --------------------------- |
| 191                        | Челябинск — Санкт-Петербург | 192                        | Санкт-Петербург — Челябинск |